# Jakobsladder (elektriciteit)

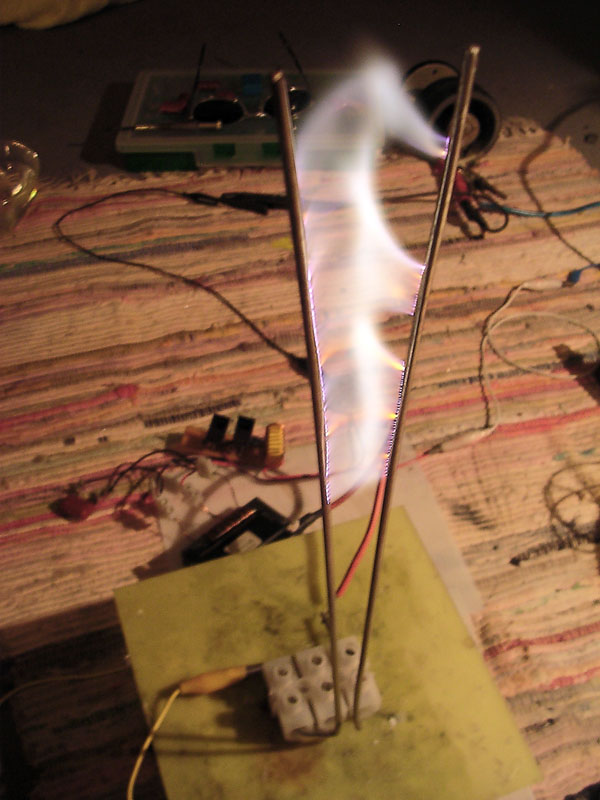
Een voorbeeld van een jakobsladder met een vonkboog

Een jakobsladder is een elektrisch fenomeen dat een continue serie vonken laat omhoog rijzen. Een vonkbrug wordt gevormd tussen twee draden die bijna verticaal staan, maar met in de hoogte geleidelijk een steeds grotere afstand.
Als een hoge spanning over de vonkbrug geleid wordt, vormt zich onderaan een vonk tussen de draden, waar zij het dichtst bij elkaar zijn. Deze vonk verandert snel in een vonkboog (ook wel vlamboog genoemd). Lucht slaat door bij ongeveer 30 kV/cm, afhankelijk van vochtigheidsgraad, temperatuur, compositie etc. Afgezien van de spanningsval bij de anode en kathode, gedraagt de boog zich als een kortsluiting, en trekt deze zoveel stroom als de voeding kan leveren. De zware elektrische belasting reduceert de spanning over de brug enorm.
De verhitte geïoniseerde lucht stijgt op, en voert het geleidende pad mee. Als het ionisatiespoor langer wordt, wordt het onstabieler en breekt op een gegeven moment door. De elektrische spanning stijgt dan en een nieuwe vonk zal zich onderaan vormen.
Deze cyclus leidt tot een exotische voorstelling van witte, gele of blauwe elektrische vonkbogen. De jakobsladder was vooral in de jaren 50 en 60 populair op middelbare scholen, waar hij meestal geconstrueerd was uit een bobine, of een ander apparaat dat tussen de 10 en 30 kV levert, zoals een transformator voor neonbuizen of een beeldbuiscircuit, en twee kleerhangers of staven die in een V-vorm gebogen waren.
De vonken kunnen door dun papier en plastic branden en een brand beginnen. Contact met de hoge spanning kan dodelijk zijn. Daarom wordt om een jakobsladder vaak een glazen stolp geplaatst. Op deze manier kan het effect van de jakobsladder op een veilige manier worden getoond.
De naam is afgeleid van de Bijbelse jakobsladder.